# Porphyre de Gaza
Pour les articles homonymes, voir Porphyre.
Porphyre de Gaza, né vers 347 à Thessalonique et mort en 420 à Gaza, est un évêque de Gaza en Palestine du début du Ve siècle. Saint chrétien, il est fêté le 26 février.

## Contexte historique
Sa vie est transmise par un récit de Marc le Diacre (en), diacre de l'évêque Porphyre de 395 à 420 et biographe, et d'une mention de l'évêque Jean II de Jérusalem, puis diffusée par deux traditions chrétiennes, l'une géorgienne, l'autre grecque. 
Né de parents chrétiens et plutôt aisés, il resta vivre les premières années à Thessalonique se constituant une éducation solide et spirituelle. Puis vers 378, il partit se retirer en ermite dans le désert de Scété (Ouadi Natroun) en Égypte. Il se plaça sous la conduite d'un père spirituel expérimenté (abba), fut tonsuré moine et y resta cinq ans. Sa santé s'affaiblissant, il passa en Palestine, se retirant dans une grotte près du Jourdain. Quelques années plus tard, ses jambes finirent par ne plus le porter, ce qui l'obligea à quitter son lieu de méditation pour se rendre à Jérusalem et prier pour sa guérison. D'après la Vita, au Saint-Sépulcre, il bénéficia d'une vision de Jésus-Christ accompagné du bon Larron et il fut complètement rétabli de son infirmité. Sa réputation de sainteté, enrichie par sa générosité, attira l'attention du patriarche de Jérusalem Jean II, qui l'ordonna prêtre vers 392. À la mort d'Énée, évêque de Gaza de 393 à 395, il fut appelé à lui succéder. 
Gaza était plutôt un lieu hostile aux premiers chrétiens. Plusieurs y avaient subi le martyre lors de la persécution de Dioclétien (303-313), et le bref renouveau païen sous Julien (361-363) avait vu l'incendie de la basilique et la mise à mort de divers croyants. Les habitants de Gaza étaient si hostiles aux chrétiens que les églises devaient être construites à l'extérieur des murs, à bonne distance. Selon la Vita Porphyrii, la communauté chrétienne de Gaza comptait alors à peine plus de 280 personnes. 
Dans ces conditions, Porphyre chercha à débarrasser son diocèse du manichéisme, des cultes antiques et des superstitions tenaces qui s'y maintenaient. Il demanda un arrêté officiel à Constantinople (la Rome de l'Empire romain d'Orient), pour fermer les huit temples encore actifs. Mais le fonctionnaire envoyé qui s'en chargea fut menacé, voire se laissa soudoyé, et le temple principal dédié à Zeus-Marnas (Marneion) resta ouvert. Aussi, il se rendit lui-même à Constantinople avec l'évêque de Césarée pour rencontrer Jean Chrysostome et pour solliciter l'influente impératrice Eudoxie d'intervenir auprès de son époux l'empereur romain d'Orient Arcadius pour qu'il établisse un décret autorisant sa destruction. Sur ses ruines, l'impératrice finança une grande église qui fut appelée l'Eudoxiana et consacrée le 14 avril 407. Ainsi, le paganisme cessa officiellement d'exister à Gaza.
Il mourut paisiblement le 26 février 420. Tout comme il avait été guéri au Saint-Sépulcre, il accomplit quelques miracles de guérison durant sa vie, et ses reliques en procurèrent après sa mort. Elles reposent à l'église Saint-Porphyre à Gaza. Il est commémoré le 26 février selon le Martyrologe romain.

## Études de laVita

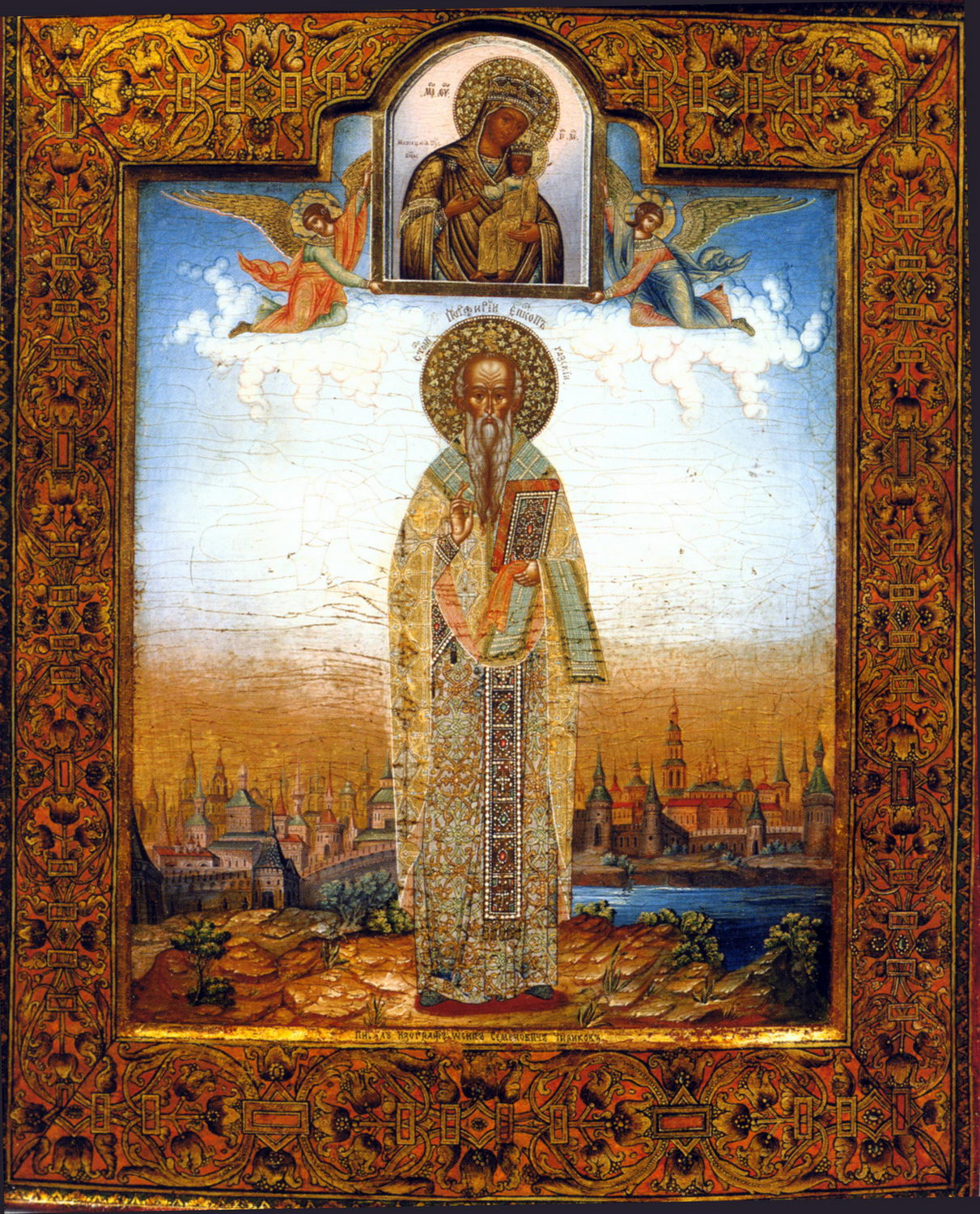
Icône russe de saint Porphyre de Gaza, Osip Chirikov, fin XVIII.

Grégoire et Kugener (1930), les éditeurs de la Vita Porphyrii, ont passé en revue les défis à l'intégrité de l'ouvrage. Ils ont mis en exergue que si le texte a bien une base historique indéniable, il comporterait des emprunts à l'Histoire ecclésiastique de Théodoret de Cyr.
Le Jésuite Paul Peeters, qui a publié les textes géorgiens, va dans le même sens en 1941, montrant que la Vie dépendrait d'un original syriaque perdu, estimé à la fin du Ve ou au VIe siècle. 
Certains spécialistes comme le professeur Ramsay MacMullens en 1984 sont plus sévères et estiment l'ensemble sujet à caution, avec des personnages apparemment faux, jusqu'à remettre en cause les profils de l'évêque et de son diacre, sans renier toutefois l'intérêt du contexte et des évènements de cette époque à Gaza.
En 2001, l'éditeur Thomas Head propose : « Les problèmes textuels peuvent être résolus si nous supposons que la Vie de saint Porphyre a été composée en deux étapes successives : par les notes originales d'un contemporain et d'un témoin oculaire (que nous pouvons appeler “Marc“), et par d'autres postérieures, peut-être dans les années 450, pour leur donner une forme définitive et mis en circulation par un autre auteur qui ne figure pas dans le texte ». Par ailleurs, il ajoute que « le texte regorge de détails historiques si convaincants et montrant une connaissance si intime de la région de Gaza à la fin de l'Antiquité, qu'à tout le moins le scénario général mérite notre confiance ». Mais il reconnaît par ailleurs que Porphyre n'est pas très bien documenté dans les archives historiques, et que le texte contient les « stéréotypes habituels ».

### Liens Externes
- Notices d'autorité :   - VIAF
  - ISNI
  - IdRef
  - LCCN
  - GND
  - Espagne
  - Israël
  - Vatican
  - WorldCat
- (en) Ancien diocèse catholique de Gaza, G-Catholic.org
- « La conversion de Gaza au christianisme : La Vie de S. Porphyre par Marc le Diacre » d'Anna Lampadaridi (BHG 1570), Sylvain Destephen, édition critique, traduction, commentaire (2017), Revue de l’histoire des religions.
- « La Vie de Porphyre, évêque de Gaza, est-elle authentique ? », Henri Grégoire, Marc-Antoine Kugener (1930), Bulletin de l'Association Guillaume Budé - Persée.